# La Coche
El Islote La Coche (en francés: Îlet La Coche) es un pequeño islote deshabitado del archipiélago de les Saintes, parte del Departamento de Ultramar Francés de Guadalupe en las Antillas francesas. Es administrativamente parte de la comuna de Terre-de-Bas.
La Coche se encuentra a 750 metros al oeste de Grand Ilet (islote Grande) del cual está separado por el paso de las Damas (passe des Dames) y al este de los Agustinos (Les Augustins) por un estrecho y peligroso brazo de mar, el paso de sopladores (passe des Souffleurs).
El islote es de aproximadamente 150 metros de ancho por 800 metros de longitud.  Se caracteriza por abruptos acantilados en el lado del canal de Dominica y una abertura de la pendiente con arena en Terre-de-Haut.